# Druy-Parigny
 Druy-Parigny  es una población y comuna francesa, situada en la región de Borgoña, departamento de Nièvre, en el distrito de Nevers y cantón de La Machine.

## Demografía
| 364 | 352 | 317 | 336 | 324 | 329 |
| Para los censos de 1962 a 1999 la población legal corresponde a la población sin duplicidades (Fuente: INSEE [Consultar]) |     |     |     |     |     |